# Хейдон, Джон
Джон Хейдон (англ. John Heydon, 10 сентября 1629, Лондон – ок.1667) – английский мыслитель-неоплатоник, оккультист, розенкрейцер.

## Биография
С началом Английской революции был вынужден прервать учебу – изучение древних языков и права, служил в роялистской армии. В 1651 предпринял путешествовал по Испании, Северной Африке, Ближнему Востоку. Вернувшись на родину, практиковал как адвокат, составлял гороскопы. В 1656 женился на вдове известного врача, ботаника и фармацевта Николаса Калпепера. В последние годы Английской республики был заключен в тюрьму как роялист, вышел на свободу в 1660 (впрочем, побывал в кратковременном заключении в 1663, 1664 и 1667, в последнем случае – как участник заговорщицкой деятельности его патрона герцога Бекингема).

## Взгляды
Испытал влияние трактатов  Томаса Брауна и Томаса Вона, «Новой Атлантиды» Фрэнсиса Бэкона, немало позаимствовал у этих авторов. Увлекался алхимией и геомантией.

## Сочинения

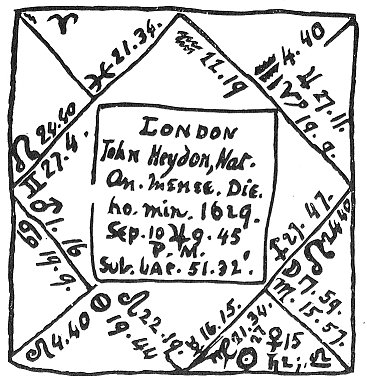
Гороскоп Джона Хейдона

- Eugenius Theodidactus, the Prophetical Trumpeter... (1655)
- A New Method of Rosie Crucian Physick... (1658)
- The Rosie Crucian Infallible Axiomata; or, generall rules to know all things past, present, and to come (1660)
- Идея права/ The Idea of the Law, charactered from Moses to King Charles: whereunto is added, The idea of government and tyranny (1660)
- Гармония Мира/ The Harmony of the World... (1662)
- Священноводитель/ The English Physitians Guide: or a Holy Guide] (1662)
- Theomagia, or the temple of wisdom in three parts, spiritual, celestial, and elemental: containing the occult powers of the angels of astromancy in the telesmatical sculpture of the Persians and Ægyptians: the mysterious vertues of the characters of the stars...the knowledge of the Rosie Crucian physick, and the miraculous secrets of nature... (3 ч., 1662-1664)
- Psonthonpanchia... (1664)
- Венец мудреца/ The wise-mans crown, or, The glory of the rosie-cross (1664)
- Elhavarevna; or, the English Physitian's Tutor in the Astrobolismes of Metals Rosie Crucian (1665)